# Louis Neefs
Ludwig Adèle Maria Jozef (Louis) Neefs (Gierle, 8 augustus 1937 – Lier, 25 december 1980) was een Belgische zanger en een voorvechter van het Vlaamse lied en de Vlaamse kleinkunst. Neefs' voeling voor sterke nummers en kwaliteit, en zijn karakteristieke diepe, warme stem maakten hem tot een van de bekendste Vlaamse zangers. Hij is de broer van Connie Neefs.
Zijn bekendste liedjes zijn Benjamin, Margrietje, Ik heb zorgen, Aan het strand van Oostende, Jennifer Jennings, Martine, Laat ons een bloem en Annelies uit Sas van Gent.

## Levensloop
Neefs heeft een groot deel van zijn kindertijd doorgebracht in de lagere school te Gierle, waar hij zelfs les kreeg van zijn eigen vader. In het middelbaar onderwijs heeft hij verschillende scholen doorlopen, waaronder de Jezuïetenschool in Turnhout, het Sint-Romboutscollege in Mechelen, de Technische Scholen Mechelen en ten slotte het Vrij Technisch Instituut van Borgerhout.
Hij had voor ogen om technisch tekenaar te worden met als specialiteit bruggenbouw. Tijdens zijn collegetijd kwam zijn zangtalent aan het licht. Zijn eerste muzikale vorming kreeg hij in het collegekoortje. Tijdens zijn studies aan de Technische School leerde Neefs gitaarspelen. Tijdens zijn studententijd waren zang en muziek slechts een hobby, naast het voetbal. Neefs begeleidde zichzelf op de gitaar bij het zingen van liedjes van Jo Erens en Frits Rademacher onder het pseudoniem Ludwig Künner. Neefs trad aanvankelijk op voor familie en kennissen en werd uiteindelijk zanger in het groepje Sun Spot (einde van de jaren 1950). Via optredens en talentenjachten kreeg hij een platencontract aangeboden.

## Grammofoonplaten
Door toedoen van talentscout Marieke Wuyts, alias Ke Riema, kwam Louis Neefs in contact met Jacques Kluger en Bobbejaan Schoepen. Zij zorgden ervoor dat Neefs onder de aandacht kwam van de platenmaatschappijen, wat liedjes als Anita my love, Margrietje en Ein kleines Kompliment opleverde.
De eerste hit kwam in 1960: Ein kleines Kompliment. Deze single betekende de doorbraak in zijn carrière en er volgden vele singles en langspeelplaten. Veel van zijn hits zoals Mijn vriend Benjamin, Annelies uit Sas van Gent, Aan het strand van Oostende, Zondagmiddag Lilian en Laat ons een bloem waren Nederlandstalig en vaak door Phil van Cauwenbergh geschreven bewerkingen van zorgvuldig gekozen Amerikaanse songs.
Neefs nam platen op in verschillende talen, maar uiteindelijk had hij toch het meest verkoopsucces in Vlaanderen en Nederland. Een van zijn grootste hits, Margrietje, geproduceerd door Peter Koelewijn, belandde in Nederland in de top 10.

## Zangcompetities
In 1959 stond Neefs in de Belgische ploeg tijdens het Songfestival van Knokke (officieel de Europabeker voor zangvoordracht, kortweg Knokkefestival genoemd) te Knokke. In 1965 won hij met Wat een leven de eerste plaats op het Vlaams Schlagerfestival. Neefs nam deel aan vele liedwedstrijden, ook internationaal en met succes. Zo nam hij in 1968 in Athene deel aan de internationale "Olympiade van het lichte lied", waar hij een glansrijke overwinning behaalde met het liedje Iris. Hij vertegenwoordigde België tweemaal op het Eurovisiesongfestival: in 1967 te Wenen met Oh oh ik heb zorgen en in 1969 te Madrid met Jennifer Jennings. Beide keren eindigde hij als zevende. In 1970 kaapte hij de hoofdprijs weg met De Duivels van Loudun op het liedjesfestival "Costa del Sol" in Almeria (Spanje). Hij nam deel aan wedstrijden tot in Zuid-Amerika en Joegoslavië toe.

## Televisie en film
Naast zanger was Neefs presentator bij de BRT en, samen met Rocco Granata, impresario voor diverse artiesten. In Vlaanderen was Neefs presentator van televisieprogramma's als Binnen en Buiten en Tienerklanken. In 1964 en 1965 presenteerde hij zijn eigen show bij de NCRV onder de titel Op-signoorke, waarin hij vocalisten als Detti Casoli, Marva, Anneke Soetaert en Dick Poons ontving.
Hij sprak de stem van Thomas O'Malley in voor de Nederlandse versie van de Disney- film De Aristokatten.

## Engagement
Louis Neefs was sociaal geëngageerd. Behalve gevoelig voor het opkomende milieu-thema (hetgeen blijkt uit het lied Laat ons een bloem uit 1970), streed de zanger tijdens zijn carrière ook voor een betere behandeling van het Vlaamse lied. Hij vond dat de nationale zenders 20 tot 25% Nederlandstalig werk moesten draaien en pleitte voor een hoger honorarium en een beter sociaal statuut voor Vlaamse zangers. Hierdoor kwam hij in conflict met de toenmalige BRT-radioproducers Jan Schoukens en Jan Van Rompaey.
Daarnaast was Neefs politiek actief, als CVP-gemeenteraadslid in Mechelen.

## Dodelijk ongeval
Neefs en zijn vrouw Liliane kwamen, beiden op 43-jarige leeftijd, op Eerste kerstdag 1980 om het leven bij een verkeersongeval in Lier, waarbij hun toen 15-jarige zoon Günther zwaargewond raakte. Hun andere zoon, Ludwig, was op dat moment op skivakantie. Günther werd later, naar zijn vaders evenbeeld, een bekend zanger.

## Eerbetoon
- In 1982 werd er een huldeprogramma uitgezonden Nooit zonder jou, met interviews over Neefs aangevuld met archiefbeelden.
- Op 19 december 2000 vond in het Antwerpse Sportpaleis, in navolging van de gelijknamige cd, het groots opgezette concert 'Louis Neefs - 20 jaar later' plaats.[2] Het eerbetoon lokte twaalfduizend toeschouwers en werd georganiseerd door Louis' zus Connie Neefs en zijn zoon Günther. Artiesten zoals Paul Michiels, Toots Thielemans, René Froger, Bart Peeters, Raymond van het Groenewoud en Stef Bos brachten hun eigen interpretatie van de oude hits van Neefs.[3]
- Laat ons een bloem van Neefs werd op 2 juni 2006 verkozen tot het mooiste Nederlandstalige lied in het programma Zo is er maar één op de Vlaamse zender één. Het nummer werd toen uitgevoerd door de op dat ogenblik nog betrekkelijk onbekende band Yevgueni.
- Neefs' nummer "Wat Een Leven (Als Ik Ooit Eens 5 Minuten Tijd Heb)" werd in 1965 gebruikt in het televisieprogramma Echo op beelden van een groep wegwerkers die uitgebreid hun tijd nemen om een weg aan te leggen. Dit filmpje is een klassieker geworden en wordt nog regelmatig herhaald.
- In 2005 eindigde Neefs op nr. 323 in de Vlaamse versie van De Grootste Belg, buiten de officiële nominatielijst.
- Op 5 augustus 2007 werd in Gierle, zijn geboortedorp, een borstbeeld onthuld. Op 8 augustus 2007 zou Neefs zeventig geworden zijn. In dezelfde gemeente is ook een straat naar hem vernoemd.[4]
- In 2010 werd zijn nummer Jennifer Jennings opgenomen in de eregalerij van de Vlaamse klassiekers van Radio2.
- Op 19 september 2010 zongen Helmut Lotti en Stef Kamil Carlens het lied Laat ons een bloem als een protestsong op de trappen van het Antwerpse gerechtshof om aandacht te vestigen op de negatieve gevolgen van de bouw van de Oosterweelverbinding en de verbreding van de R1 voor de stadsontwikkeling van Antwerpen.
- In 2012 werd er een aflevering van Belpop aan Louis Neefs gewijd.
- In april 2013 werd de Posthume Award, onderdeel van de Golden Lifetime Awards (de waarderingsprijs voor artiesten van bij ons van de gemeente Aarschot) aan hem opgedragen en overhandigd aan zijn zus Connie Neefs.
- In 2019 besloot de stad Mechelen een nog aan te leggen straat te dopen als Louis Neefsstraat.[4] In 2024 werd de straat officieel geopend.[5]
- In september 2024 werd een bronzen standbeeld onthuld nabij de Mechelse Sint-Romboutskathedraal.[6]

## Discografie

### Albums
- 1958: Het Peloton
- 1960: Ein kleines Kompliment (met onder meer Mijn dorpje in de Kempen)
- 1961: Tango Für Einsame Herzen
- 1962: Louis Neefs (met onder meer Wat een leven, Ik lees in je ogen, Sixteen tons en Een gitaar in de nacht)
- 1963: Liedjes voor kleine en grote mensen (met onder meer De poppenstoet en Ik zag twee beren)
- 1969: Eurovision (waarop ondanks de titel niet zijn twee Eurovisie-inzendingen staan)
- 1971: Het beste van Louis Neefs (met onder meer Laat ons een bloem, Jennifer Jennings en Mijn vriend Benjamin)
- 1971: Hallo met Louis Neefs (verzamelalbum)
- 197?: Tijl, ulieden spieghel
- 1976: Mijn dorp in de Kempen (met onder meer Mijn dorp in de Kempen en Hé lieve mensen)
- 1980: Nooit zonder jou (met onder meer Martine, Annelies uit Sas van Gent en Aan het strand van Oostende)
- 1982: Louis (verzamelplaat)
- 1982: 38 Gouden successen (verzamelalbum)
- 1990: Een carrière (verzamelalbum)
- 2000: 20 jaar later
- 2010: Goud van hier

### Singles
| Single met eventuele hitnotering(en) in de Nederlandse Top 40 | Datum van verschijnen | Datum van binnenkomst | Hoogste positie | Aantal weken | Opmerkingen                           |
| ------------------------------------------------------------- | --------------------- | --------------------- | --------------- | ------------ | ------------------------------------- |
| Ein kleines Kompliment                                        | 1962                  | 3-1962                | 19              | 5M           | #15 in de hitparade van Muziek Parade |
| Margrietje                                                    | 1972                  | 3-6-1972              | 10              | 9            | #8 in de Nederlandse Daverende 30     |
| Zaterdagmiddag                                                | 1974                  | 6-4-1974              | tip             | -            |                                       |
| Hé lieve mensen                                               | 1975                  | 22-2-1975             | tip             | -            | met Ludwig en Günther Neefs           |

| Single met hitnotering(en) in de Vlaamse Ultratop 50 | Datum van verschijnen | Datum van binnenkomst | Hoogste positie | Aantal weken | Opmerkingen                           |
| ---------------------------------------------------- | --------------------- | --------------------- | --------------- | ------------ | ------------------------------------- |
| Forever                                              | 1960                  | 5-1960                | 16              | 1M           |                                       |
| Mijn dorpje in de Kempen                             | 1960                  | 10-1960               | 20              | 1M           |                                       |
| Ik lees in je ogen                                   | 1963                  | 11-1963               | 10              | 2M           |                                       |
| Sixteen tons                                         | 1963                  | 12-1963               | 14              | 2M           |                                       |
| Een gitaar in de nacht                               | 1964                  | 10-1964               | 13              | 2M           |                                       |
| Wat een leven                                        | 1965                  | 08-01-1966            | 10              | 11           |                                       |
| Ik heb zorgen                                        | 1967                  | 01-04-1967            | 7               | 10           | 7de plaats Eurovisiesongfestival 1967 |
| Jennifer Jennings                                    | 1969                  | 05-04-1969            | 13              | 5            | 7de plaats Eurovisiesongfestival 1969 |
| Laat ons een bloem                                   | 1970                  | 13-06-1970            | 25              | 2            |                                       |
| Margrietje                                           | 1972                  | 01-07-1972            | 4               | 13           | nr.1 Vlaamse top 10                   |
| Omdat ik van je hou                                  | 1972                  | 06-01-1973            | 22              | 4            |                                       |
| Sixteen tons                                         | 1976                  | 25-09-1976            | 23              | 1            |                                       |
| Martine                                              | 1979                  | 09-06-1979            | 30              | 1            |                                       |
| Susa Nina                                            | 1981                  | 09-01-1982            | 25              | 1            |                                       |
| Toch ben je oma                                      | 1991                  | 29-06-1991            | 19              | 6            |                                       |

### NPO Radio 2 Top 2000
| Nummer met noteringen in de NPO Radio 2 Top 2000 | '02  | '03  | '04  | '05  | '06  | '07 | '08  |
| ------------------------------------------------ | ---- | ---- | ---- | ---- | ---- | --- | ---- |
| Margrietje                                       | 1849 | 1597 | 1856 | 1717 | 1495 | -   | 1887 |

1. ↑  Een '-' betekent dat het nummer niet was genoteerd en een vetgedrukt getal geeft de hoogste notering aan.
2. ↑  2002 was het eerste jaar met een notering voor dit nummer.
3. ↑  Deze tabel is bijgewerkt tot en met de laatste editie (2024).

- Gemeinsame Normdatei: 132421739
- International Standard Name Identifier: 0000 0003 7183 0880
- MusicBrainz: 2543ed0b-8554-4499-ae5c-52565302f4e6
- Virtual International Authority File: 33158912
- WorldCat: E39PBJyWQRc3FYJ7xgjg4qBMfq

1956: Fud Leclerc + Mony Marc · 
1957: Bobbejaan Schoepen · 
1958: Fud Leclerc · 
1959: Bob Benny · 
1960: Fud Leclerc · 
1961: Bob Benny · 
1962: Fud Leclerc · 
1963: Jacques Raymond · 
1964: Robert Cogoi · 
1965: Lize Marke · 
1966: Tonia · 
1967: Louis Neefs · 
1968: Claude Lombard · 
1969: Louis Neefs · 
1970: Jean Vallée · 
1971: Lily Castel & Jacques Raymond · 
1972: Serge & Christine Ghisoland · 
1973: Nicole & Hugo · 
1974: Jacques Hustin · 
1975: Ann Christy · 
1976: Pierre Rapsat · 
1977: Dream Express · 
1978: Jean Vallée · 
1979: Micha Marah · 
1980: Telex · 
1981: Emly Starr · 
1982: Stella · 
1983: Pas de Deux · 
1984: Jacques Zegers · 
1985: Linda Lepomme · 
1986: Sandra Kim · 
1987: Liliane Saint-Pierre · 
1988: Reynaert · 
1989: Ingeborg · 
1990: Philippe Lafontaine · 
1991: Clouseau · 
1992: Morgane · 
1993: Barbara · 
1995: Frédéric Etherlinck · 
1996: Lisa del Bo · 
1998: Mélanie Cohl · 
1999: Vanessa Chinitor · 
2000: Nathalie Sorce · 
2002: Sergio & The Ladies · 
2003: Urban Trad · 
2004: Xandee · 
2005: Nuno Resende · 
2006: Kate Ryan · 
2007: The KMG's · 
2008: Ishtar · 
2009: Copycat · 
2010: Tom Dice · 
2011: Witloof Bay · 
2012: Iris · 
2013: Roberto Bellarosa · 
2014: Axel Hirsoux · 
2015: Loïc Nottet · 
2016: Laura Tesoro · 
2017: Blanche · 
2018: Sennek · 
2019: Eliot · 
2021: Hooverphonic · 
2022: Jérémie Makiese · 
2023: Gustaph · 
2024: Mustii · 
2025: Red Sebastian